# 东南大学公共卫生学院

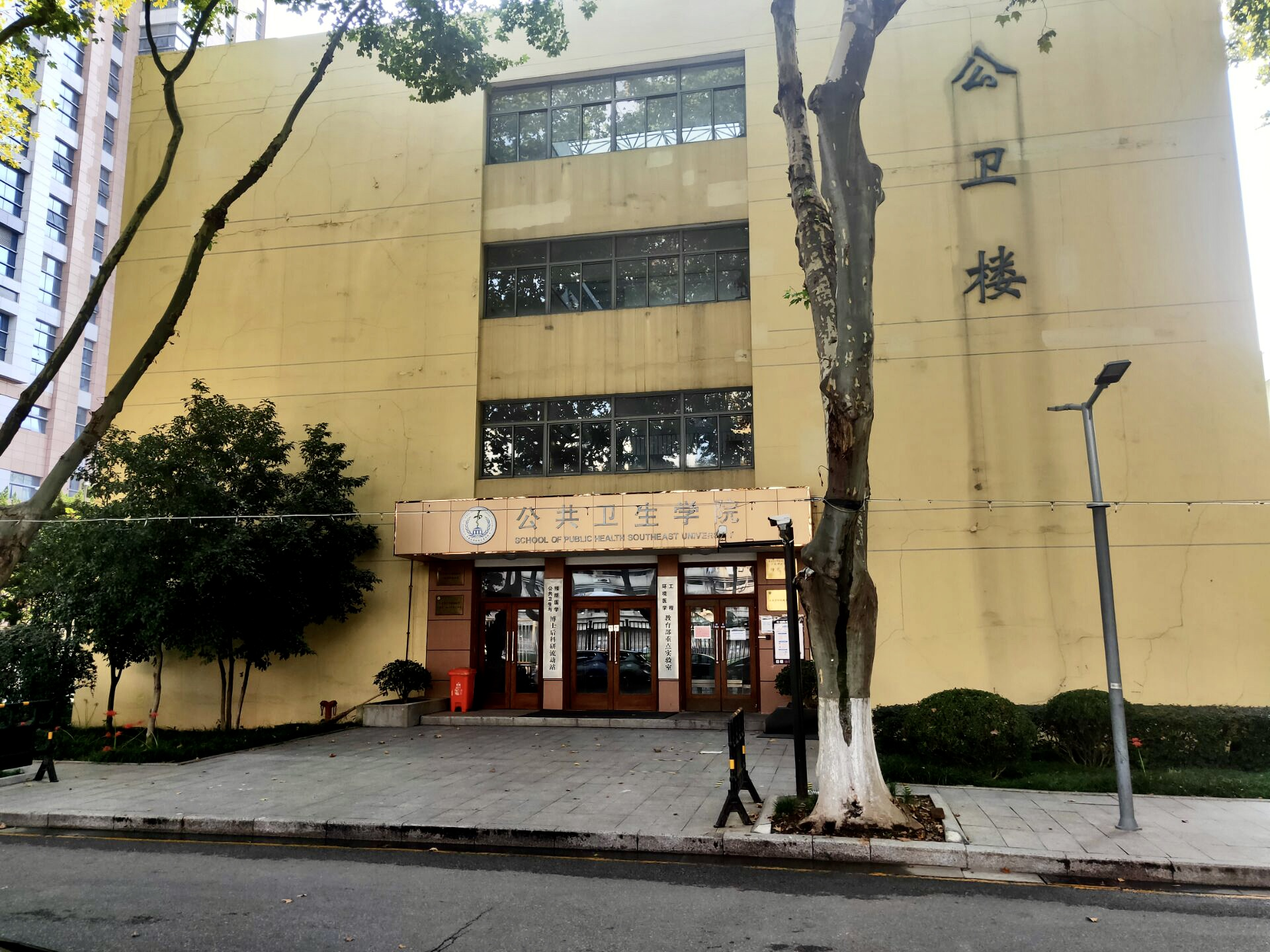
东南大学丁家桥校区内的公共卫生学院院楼

东南大学公共卫生学院的前身是1976年设立的南京铁道医学院预防医学系，1999年更名为南京铁道医学院公共卫生学院，2000年南京铁道医学院与东南大学合并，公共卫生学院成为东南大学下设的二级院系。学院现设有公共卫生与预防医学一级学科博士点和一级学科硕士点、博士后流动站，在中国教育部2013年公布的第三轮一级学科评估中排名第7，是江苏省一级学科重点学科。